# 24-Stunden-Rennen von Le Mans 1965

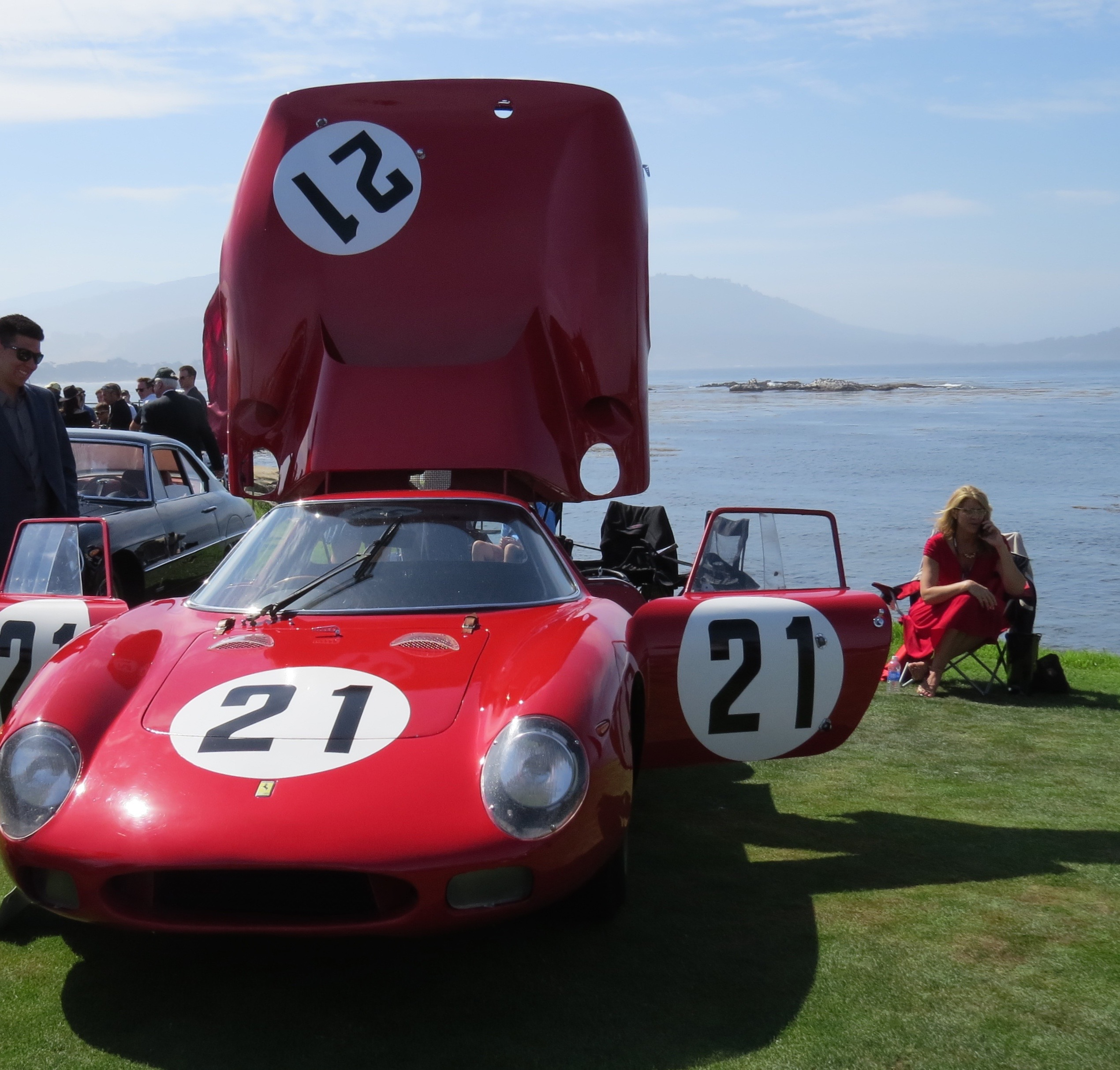
Ferrari 250LM …

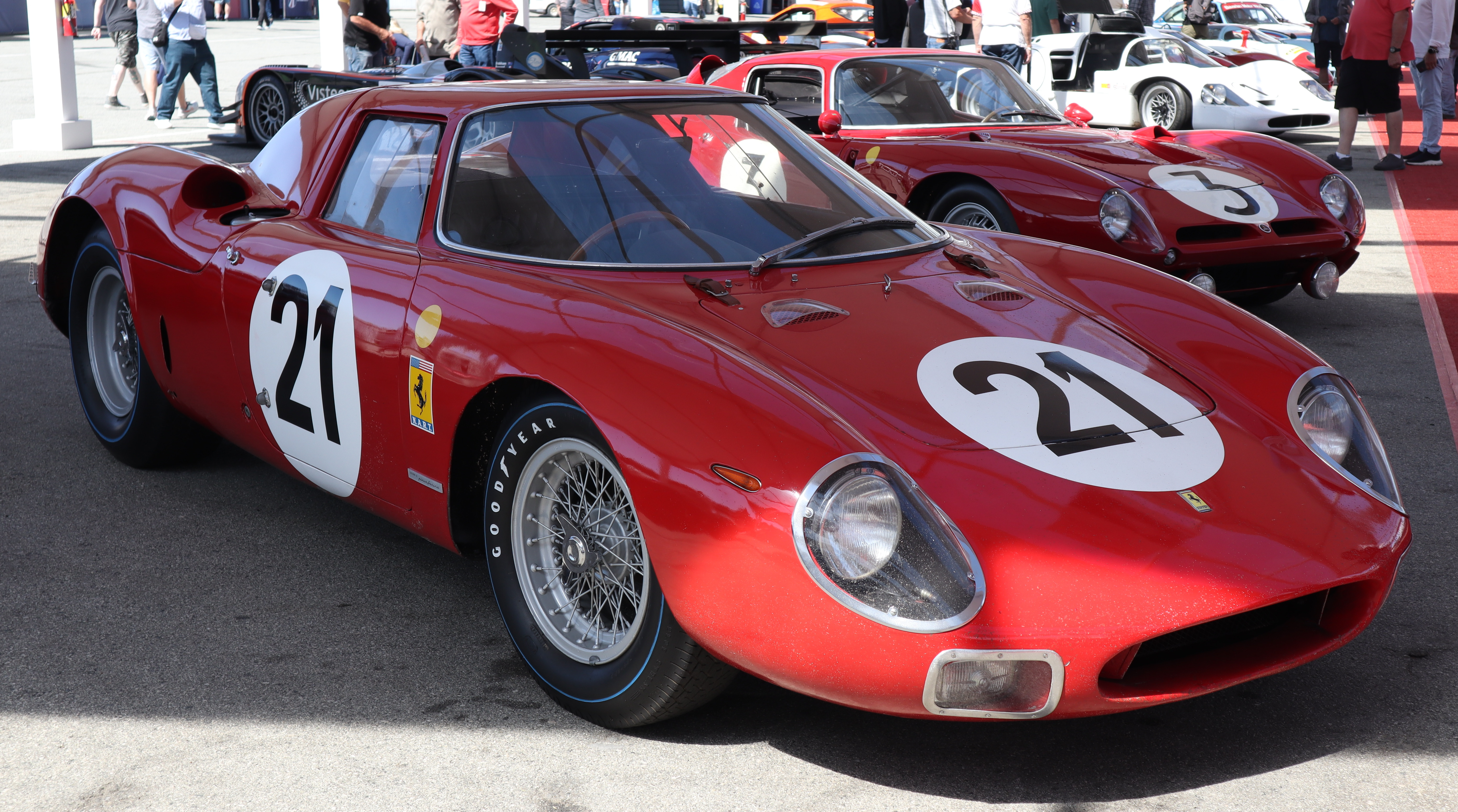
… Siegerwagen von Masten Gregory und Jochen Rindt

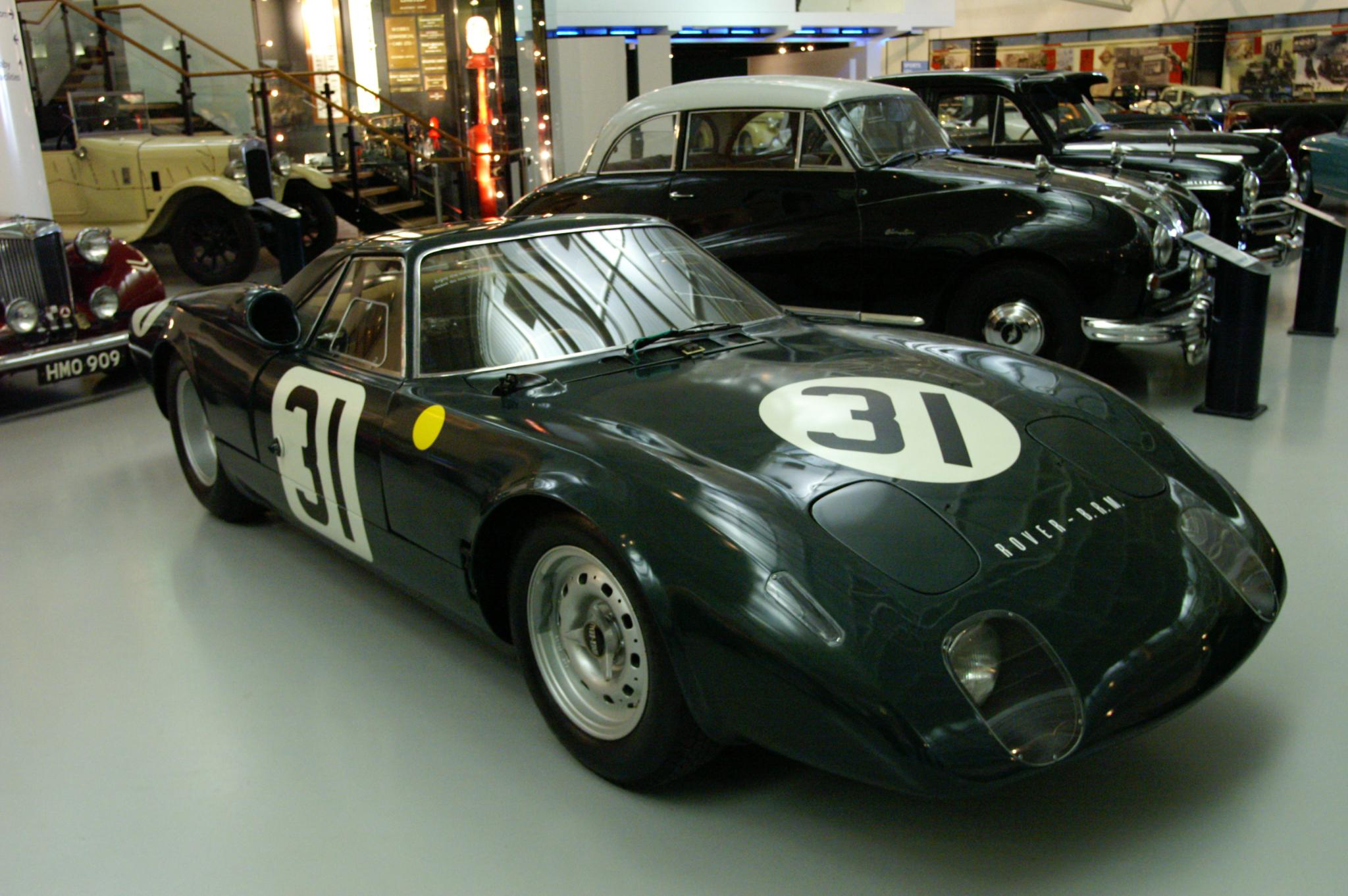
Der Rover-B.R.M. mit der Startnummer 31. Jackie Stewart und Graham Hill fuhren diesen 2-Liter-Gasturbinen-Rennwagen an die zehnte Stelle der Gesamtwertung

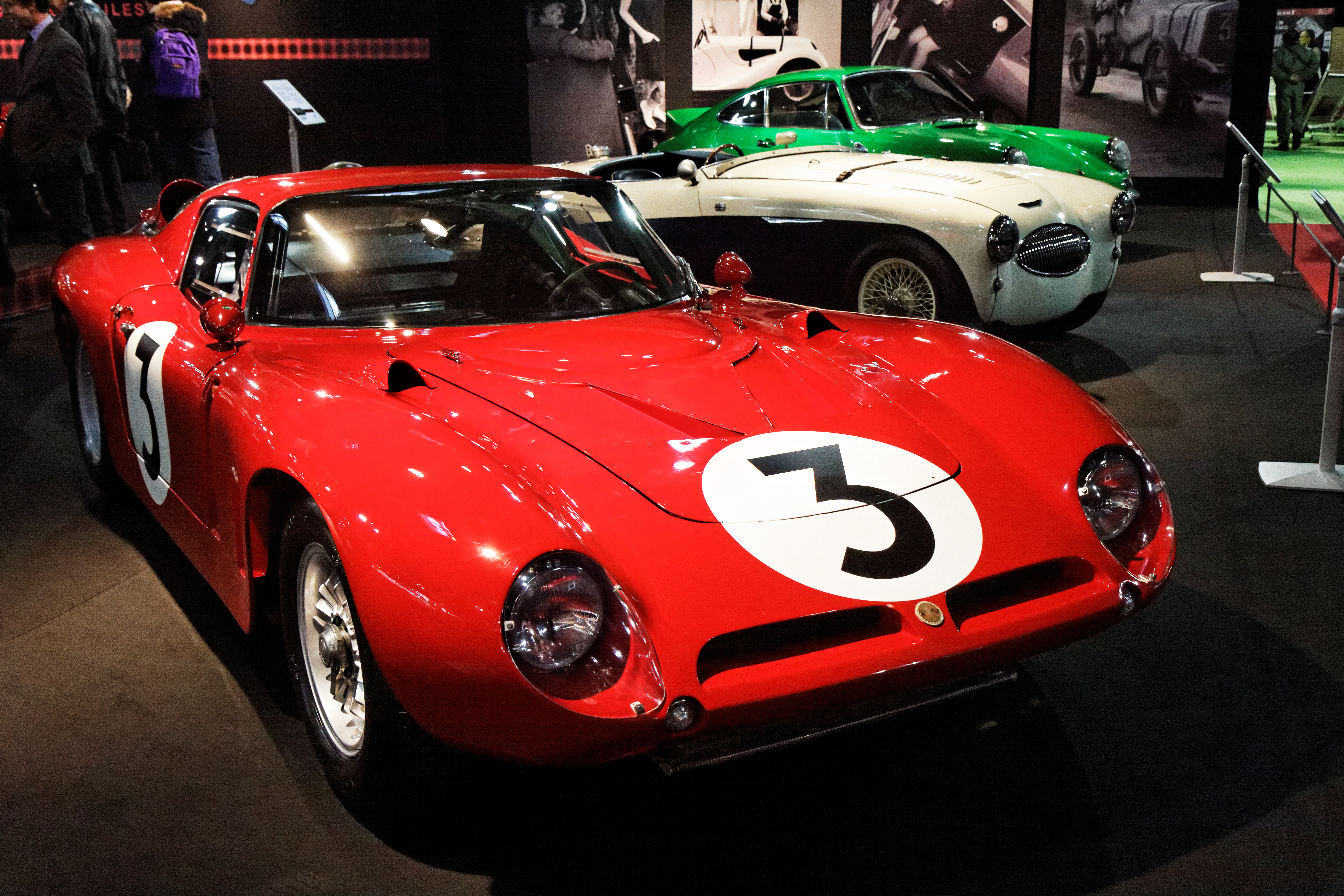
Iso Grifo A3C. Régis Fraissinet und Jean de Mortemart fuhren diesen Wagen an die neunte Stelle der Gesamtwertung

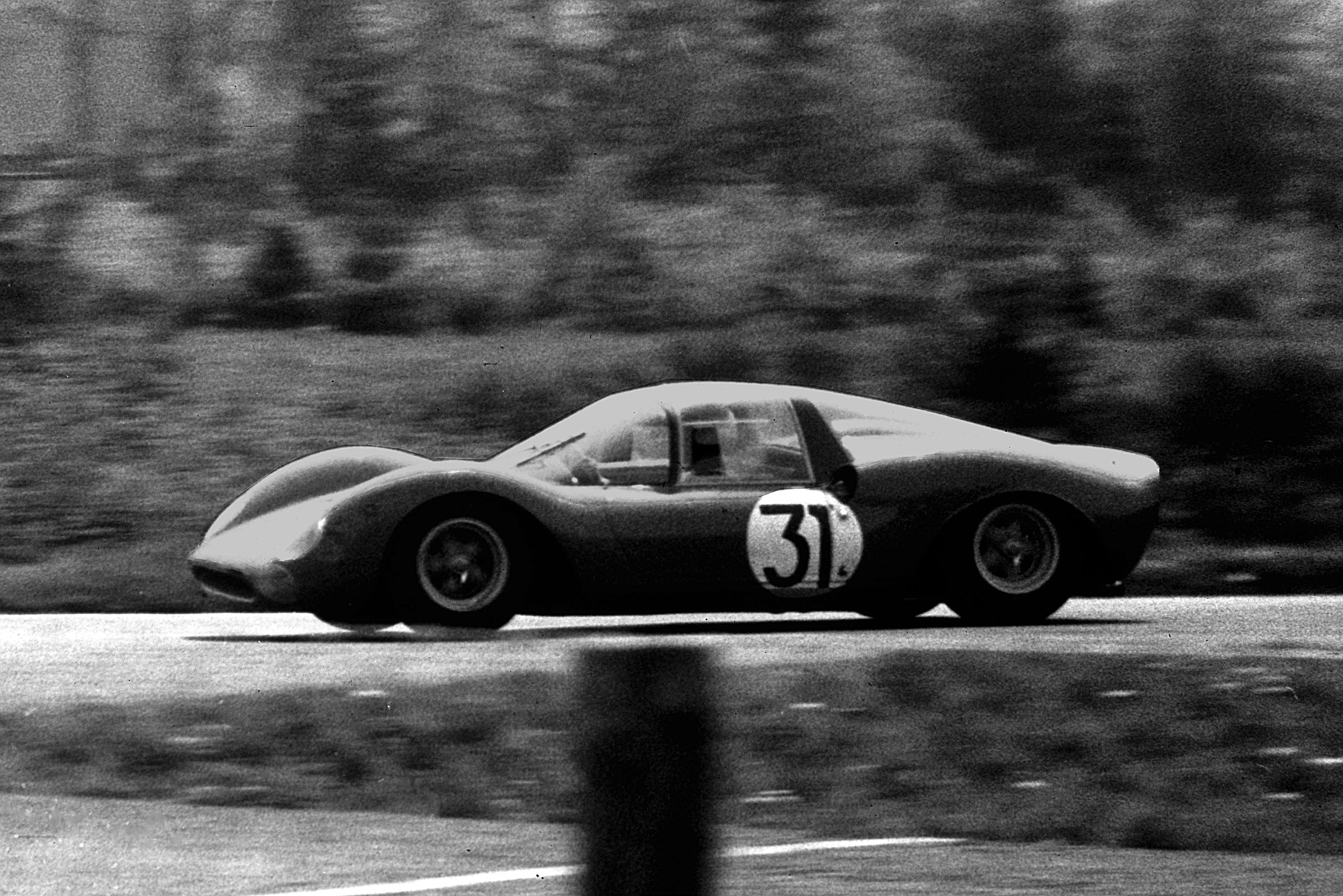
Ein Ferrari Dino 166P, hier beim 1000-km-Rennen auf dem Nürburgring 1965 mit Lorenzo Bandini am Steuer. In Le Mans fuhren Giancarlo Baghetti und Mario Casoni dieses Fahrgestell; Ausfall schon nach zwei Rennrunden durch Motorschaden

Das 33. 24-Stunden-Rennen von Le Mans, der 33e Grand Prix d’Endurance les 24 Heures du Mans, auch 24 Heures du Mans, Circuit de la Sarthe, Le Mans, fand vom 19. bis 20. Juni 1965 auf dem Circuit des 24 Heures statt.

## Das Rennen

### Ford und Ferrari
Nach der deutlichen Niederlage 1964 organisierten die Verantwortlichen von Ford die Aktivitäten der Rennmannschaft um. Wichtigste Entscheidung war das Engagement von Carroll Shelby. Der ehemalige Rennfahrer Shelby, der das Langstreckenrennen an der Sarthe 1959 als Fahrer gewonnen hatte, war inzwischen Rennstallbesitzer. In seiner Shelby American Incorporation kamen vor allem AC Cobra zum Einsatz. Shelby ließ die bisherigen 4,2-Liter-Motoren durch die 4,7-Liter-V8-Motoren aus den Cobras ersetzen. Dazu kamen zwei neue GT40 Mk.II, die jeweils mit 7-Liter-Aggregaten bestückt waren. Ford-Motorsportchef John Wyer gelang es zwei weitere GT40 bei den Privatteams von Georges Filipinetti und Rob Walker zu platzieren. Somit waren insgesamt sechs GT40 am Start, denn der sechste Wagen wurde von Ford France gemeldet. Dieses von Maurice Trintignant und Guy Ligier gefahrene Fahrzeug war ein Einzelstück und der einzige jemals in Le Mans eingesetzte GT40-Roadster.
Das Werksteam von Ferrari brachte zwei neue P2 nach Le Mans. Diese neuen Prototypen hatten neben einer Spyder Karosserie auch neue DOHC-V12-Motoren. Dazu kam ein 3.3-Liter 275P2 und ein 6-Zylinder-Dino mit einem 1,6-Liter-Motor. Die Kundenversion der Ferrari-P-Typen, die 365er mit identem Fahrgestell aber weniger Leistung, wurde an den britischen Rennstall Maranello Concessionaires von Ronnie Hoare und das North American Racing Team von Luigi Chinetti ausgeliefert.
Die 1964 entwickelten 250LM hatten die 3,3-Liter-Motoren aus dem Ferrari 275 GTB. In der Literatur lösen diese Fahrzeuge, vor allem im Zusammenhang mit dem Rennen in Le Mans, Irritationen aus. Nach der Typologie von Ferrari hätte der Wagen analog zum 275 GTB eigentlich als 275LM bezeichnet werden müssen. Daher wird diese Bezeichnung auch in manchen Statistiken gewählt. Der 250LM beruhte jedoch auf dem Ferrari 250P und wurde von Ferrari offiziell als solcher bezeichnet. Da Ferrari die geforderten 100 Stück für eine Homologation in der GT-Klasse nicht produzieren konnte, mussten die allesamt privat gemeldeten Wagen in der Prototypen-Klasse antreten.

## Der Rennverlauf
Nach dem obligatorischen Le-Mans-Start kam Chris Amon im Shelby-MK. II als Führender aus der ersten Runde zurück zu Start und Ziel. Hinter einem weiteren Ford lag Joseph Siffert an dritter Stelle. Siffert fuhr den Maserati Tipo 65, den Maserati für den französischen Firmenrepräsentanten Johnny Simone entwickelt hatte. Siffert kam aber nur drei Runden weit, dann hatte er einen Unfall und musste aufgeben. Dieser Rennwagen ist bis heute der letzte Maserati, der beim 24-Stunden-Rennen zum Einsatz kam.
Nach zwei Stunden Rennzeit waren bereits drei Fords ausgeschieden, als Chris Amon mit Kupplungsproblemen an die Box kam. Die Führung übernahm Ken Miles, der sich ein Ford-Cockpit mit Bruce McLaren teilte. Für Ford wurde das Rennen jedoch zu einem Debakel. Knapp nach Mitternacht waren alle Wagen ausgeschieden. Nicht viel besser erging es Ferrari, alle Werkswagen gingen bis Sonntagvormittag verloren. Als Vorjahressieger Jean Guichet nach 315 gefahrenen Runden mit Getriebeschaden ausfiel, entwickelte sich ein Zweikampf zweier privater Ferrari 250LM um den Sieg.
Das eine Fahrzeug wurde vom North American Racing Team eingesetzt und wurde von Masten Gregory und Jochen Rindt gefahren. Dem Fahrzeug wurde zu Beginn wenig Chance auf eine Zielankunft gegeben. Jochen Rindt galt in seinen jungen Rennfahrerjahren als besonders materialmordend, und ein Durchkommen schien bei seiner Fahrweise als fast ausgeschlossen. Der zweite 250LM wurde vom Franzosen Pierre Dumay gemeldet, der sich das Cockpit mit dem Belgier Taf Gosselin teilte. Am Sonntag, knapp zwei Stunden vor Rennende, lag dieser 250LM sicher in Führung, als Gosselin am Ende der Les-Hunaudières-Geraden einen Reifenschaden hatte. Der Reifen explodierte und zerstörte die Karosserie am Hinterwagen. Gosselin brachte den Wagen zwar zurück an die Box, aber durch die langwierige Reparatur verlor man sieben Runden. Zu aller Erstaunen lag nun der Rindt-Gregory-Ferrari an der Spitze. Aber auch dieser Wagen hatte technische Probleme. Vor allem der Starter machte Schwierigkeiten, der jeden Boxenstopp zu einem Hasardspiel machte. Am Ende siegten Rindt und Gregory aber mit einem sicheren Vorsprung von fünf Runden auf den belgischen Ferrari. Es war bis 2023 der letzte Gesamtsieg der italienischen Sportwagenmarke in Le Mans.

### Ed Hugus, der dritte Mann
Der US-Amerikaner Ed Hugus war Ersatzfahrer des North American Racing Teams. Nach damaligem Reglement durfte jede Rennmannschaft einen Ersatzfahrer für alle eingesetzten Fahrzeuge nominieren. Dieser durfte dann zum Einsatz kommen, wenn vor dem Rennen feststand, dass einer der Einsatzfahrer aus gesundheitlichen Gründen nicht starten durfte oder konnte. Allerdings war auch dieses Reglement, wie so viele im Motorsport, nicht präzise genug formuliert. So blieb unklar, ob der Ersatzfahrer auch während des bereits laufenden Rennens zum Einsatz kommen durfte. Klar geregelt war nur, dass ein durch einen Unfall ausgeschiedener Fahrer nicht ersetzt werden durfte.
Knapp vor 4 Uhr in der Nacht kam Masten Gregory völlig unverhofft an die Box. Gregory, der stark kurzsichtig war und seine Brillen auch im Cockpit trug, hatte Rauch ins Auto und in die Augen bekommen. Rund um die Strecke waren wie jedes Jahr die ganze Nacht hunderte Grillfeste im Gange. Der dabei entstandene Rauch zog wie Nebel über die Strecke und behinderte nicht selten die Fahrer. Dummerweise war Jochen Rindt nicht an der Box – sein nächster Einsatz sollte erst zwei Stunden später sein –, und niemand wusste, wo er war. Anwesend war aber Ed Hugus, der kurzerhand den Helm von Gregory aufsetzte und dessen Stint zu Ende fuhr. Einer breiten Sportöffentlichkeit blieb dies über Jahrzehnte verborgen. Erst Hugus selbst hat in einem Brief 2005 die Sachlage aufgeklärt. Hugus war weder bei der Siegerehrung anwesend, noch stand er in der offiziellen Ergebnisliste. Bilder aus dem Jahre 1965 zeigen jedoch einen vor der Siegertribüne stehenden Hugus. Ein Gerücht besagt auch, dass der US-Amerikaner, behindert durch Menschenmassen, es trotz der Hilfe zweier Gendarmen nicht rechtzeitig bis zur Ehrung schaffte. Luigi Chinetti hat Jahre nach dem Rennen Hugus erzählt, er habe den Vorfall zwar den Offiziellen des ACO gemeldet, diese hätten aber kein großes Interesse an der Sachlage gehabt. Der französische Journalist Christian Moity, Herausgeber diverser Bücher über das 24-Stunden-Rennen, widerspricht in einer Publikation dieser Ansicht. Chinetti hätte allen Grund gehabt, Stillschweigen über den Fahrerwechsel zu halten, da die Gefahr einer Disqualifikation relativ groß gewesen wäre. Hugus muss bis heute auf die Ehre, das 24-Stunden-Rennen gewonnen zu haben, verzichten. Obwohl in den letzten Jahren sein Name Einlass in die Siegerlisten neuerer Publikationen über Le Mans gefunden hat, wurde das offizielle Ergebnis aus dem Jahre 1965 bis heute nicht geändert.

## Ergebnisse

### Piloten nach Nationen
| 25 Franzosen | 21 Briten     | 12 US-Amerikaner | 11 Italiener   | 9 Deutsche     |
| 8 Belgier    | 5 Schweizer   | 2 Finnen         | 2 Niederländer | 2 Neuseeländer |
| 1 Australier | 1 Luxemburger | 1 Mexikaner      | 1 Österreicher | 1 Schwede      |

### Schlussklassement
| Pos.               | Klasse  | Nr. | Team                                     | Fahrer                                                | Chassis                      | Motor                   | Reifen | Runden |
| ------------------ | ------- | --- | ---------------------------------------- | ----------------------------------------------------- | ---------------------------- | ----------------------- | ------ | ------ |
| 1                  | P 5.0   | 21  | North American Racing Team               | Masten Gregory Jochen Rindt                           | Ferrari 250LM                | Ferrari 3.3L V12        | G      | 348    |
| 2                  | P 5.0   | 26  | Pierre Dumay                             | Pierre Dumay Gustave Gosselin                         | Ferrari 250LM                | Ferrari 3.3L V12        | D      | 343    |
| 3                  | GT 4.0  | 24  | Ecurie Francorchamps                     | Willy Mairesse Jean Blaton                            | Ferrari 275 GTB              | Ferrari 3.3L V12        | D      | 340    |
| 4                  | P 2.0   | 32  | Porsche System Engineering               | Herbert Linge Peter Nöcker                            | Porsche 904/6                | Porsche 2.0L Flat-6     | D      | 336    |
| 5                  | GT 2.0  | 36  | Porsche System Engineering               | Gerhard Koch Anton Fischhaber                         | Porsche 904/4 GTS            | Porsche 2.0L Flat-4     | D      | 325    |
| 6                  | P 5.0   | 27  | Scuderia Filipinetti                     | Dieter Spoerry Armand Boller                          | Ferrari 250LM                | Ferrari 3.3L V12        | G      | 324    |
| 7                  | P 5.0   | 18  | North American Racing Team               | Pedro Rodríguez Nino Vaccarella                       | Ferrari 365P1/P2 Spyder      | Ferrari 4.4L V12        | D      | 320    |
| 8                  | GT 5.0  | 11  | AC Cars Ltd.                             | Jack Sears Dick Thompson                              | Shelby Cobra Daytona         | Ford 4.7L V8            | G      | 304    |
| 9                  | P + 5.0 | 3   | Iso Prototipi Bizzarrini                 | Régis Fraissinet Jean de Mortemart                    | Iso Grifo A3C                | Chevrolet 5.4L V8       | D      | 303    |
| 10                 | P 2.0   | 31  | Owen Racing Organisation                 | Graham Hill Jackie Stewart                            | Rover-B.R.M.                 | Rover 2.0L Gasturbine   | D      | 284    |
| 11                 | GT 2.0  | 39  | British Motor Corporation                | Paddy Hopkirk Andrew Hedges                           | MG MGB Hardtop               | MG 1.8L I4              | D      | 283    |
| 12                 | P 1.3   | 49  | Donald Healey Motor Company              | Paul Hawkins John Rhodes                              | Austin-Healey Sprite Sebring | BMC 1.3L I4             | D      | 278    |
| 13                 | GT 1.3  | 60  | Standard Triumph Ltd.                    | Jean-Jacques Thuner Simo Lampinen                     | Triumph Spitfire             | Triumph 1.1L I4         | D      | 274    |
| 14                 | GT 1.3  | 54  | Standard Triumph Ltd.                    | Claude Dubois Jean-François Piot                      | Triumph Spitfire             | Triumph 1.1L I4         | D      | 263    |
| Ausgefallen        |         |     |                                          |                                                       |                              |                         |        |        |
| 15                 | P 5.0   | 20  | SpA Ferrari SEFAC                        | Mike Parkes Jean Guichet                              | Ferrari 330P2 Spyder         | Ferrari 4.0L V12        | D      | 315    |
| 16                 | P 1.3   | 48  | Donald Healey Motor Company              | Rauno Aaltonen Clive Baker                            | Austin-Healey Sprite Sebring | BMC 1.3L I4             | D      | 256    |
| 17                 | P 5.0   | 19  | SpA Ferrari SEFAC                        | John Surtees Ludovico Scarfiotti                      | Ferrari 330P2 Spyder         | Ferrari 4.0L V12        | D      | 225    |
| 18                 | GT 2.0  | 37  | Auguste Veuillet                         | Robert Buchet Ben Pon                                 | Porsche 904/4 GTS            | Porsche 2.0L Flat-4     | D      | 224    |
| 19                 | P 5.0   | 22  | SpA Ferrari SEFAC                        | Lorenzo Bandini Giampiero Biscaldi                    | Ferrari 275P2                | Ferrari 3.3L V12        | D      | 221    |
| 20                 | GT 2.0  | 44  | Equipe Grand Ducale Luxembourgeoise      | Nicolas Koob Alain Finkelstein                        | Alfa Romeo Giulia TZ         | Alfa Romeo 1.6L I4      | D      | 218    |
| 21                 | GT 2.0  | 41  | Autodelta SpA                            | Roberto Bussinello Jean Rolland                       | Alfa Romeo Giulia TZ/2       | Alfa Romeo 1.6L I4      | D      | 217    |
| 22                 | GT 5.0  | 9   | Shelby-American Inc.                     | Jerry Grant Dan Gurney                                | Shelby Cobra Daytona         | Ford 4.7L V8            | G      | 204    |
| 23                 | P 2.0   | 35  | Porsche System Engineering               | Günter Klass Dieter Glemser                           | Porsche 904/6                | Porsche 2.0L Flat-6     | D      | 202    |
| 24                 | P 1.3   | 47  | Société Automobiles Alpine               | Roger Delageneste Jean Vinatier                       | Alpine M65                   | Renault-Gordini 1.3L I4 | D      | 196    |
| 25                 | GT 1.3  | 55  | Société Automobiles Alpine               | Jacques Cheinisse Jean-Pierre Hanrioud                | Alpine A110                  | Renault-Gordini 1.1L I4 | D      | 196    |
| 26                 | P 1.15  | 61  | Société Automobiles Alpine               | Pierre Monneret Robert Bouharde                       | Alpine M63B                  | Renault-Gordini 1.0L I4 | D      | 187    |
| 27                 | GT 5.0  | 10  | Shelby-American Inc.                     | Bob Johnson Tom Payne                                 | Shelby Cobra Daytona         | Ford 4.7L V8            | G      | 158    |
| 28                 | P 1.15  | 51  | Société Automobiles Alpine               | Roger Masson Guy Verrier                              | Alpine M64                   | Renault-Gordini 1.1L I4 | D      | 148    |
| 29                 | P 5.0   | 25  | Ecurie Francorchamps                     | Gérard Langlois van Ophem Léon Dernier                | Ferrari 250LM                | Ferrari 3.3L V12        | D      | 146    |
| 30                 | GT 2.0  | 38  | Jacques Dewez                            | Jacques Dewez Jean Kerguen                            | Porsche 904/4 GTS            | Porsche 2.0L Flat-4     | D      | 130    |
| 31                 | GT 5.0  | 59  | Scuderia Filipinetti                     | Peter Harper Peter Sutcliffe                          | Shelby Cobra Daytona         | Ford 4.7L V8            | G      | 126    |
| 32                 | P 1.15  | 50  | Société Automobiles Alpine               | Philippe Vidal Peter Revson                           | Alpine M64                   | Renault-Gordini 1.1L I4 | D      | 116    |
| 33                 | GT 5.0  | 12  | Ford France S.A.                         | Jo Schlesser Allen Grant                              | Shelby Cobra Daytona         | Ford 4.7L V8            | G      | 111    |
| 34                 | P 5.0   | 17  | Maranello Concessionaires Ltd.           | David Piper Joakim Bonnier                            | Ferrari 365P2                | Ferrari 4.4L V12        | D      | 101    |
| 35                 | P 5.0   | 23  | Maranello Concessionaires Ltd.           | Lucien Bianchi Mike Salmon                            | Ferrari 250LM                | Ferrari 3.3L V12        | D      | 99     |
| 36                 | P + 5.0 | 2   | Shelby-American Inc.                     | Phil Hill Chris Amon                                  | Ford GT40 Mk.II              | Ford 7.0L V8            | G      | 89     |
| 37                 | GT 5.0  | 14  | Ford Advanced Vehicles                   | John Whitmore Innes Ireland                           | Ford GT40 Mk.I               | Ford 4.7L V8            | D      | 72     |
| 38                 | GT 1.3  | 52  | Standard Triumph Ltd.                    | David Hobbs Rob Slotemaker                            | Triumph Spitfire             | Triumph 1.1L I4         | D      | 71     |
| 39                 | P + 5.0 | 1   | Shelby American Inc.                     | Ken Miles Bruce McLaren                               | Ford GT40 Mk.II              | Ford 7.0L V8            | G      | 45     |
| 40                 | P 1.3   | 46  | Société Automobiles Alpine               | Mauro Bianchi Henri Grandsire                         | Alpine M65                   | Renault-Gordini 1.3L I4 | D      | 32     |
| 41                 | P + 5.0 | 6   | Scuderia Filipinetti                     | Herbert Müller Ronnie Bucknum                         | Ford GT40 Mk.I               | Ford 5.3L V8            | G      | 29     |
| 42                 | P 5.0   | 7   | R.R.C. Walker Racing Team                | Bob Bondurant Umberto Maglioli                        | Ford GT40 Mk.I               | Ford 4.7L V8            | G      | 29     |
| 43                 | P 2.0   | 30  | Anglian Racing Developments              | Richard Wrottesley Tony Lanfranchi                    | Elva GT160                   | BMW 2.0L I4             | G      | 29     |
| 44                 | GT 2.0  | 42  | Autodelta SpA                            | Giacomo Russo Carlo Zuccoli                           | Alfa Romeo Giulia TZ/2       | Alfa Romeo 1.6L I4      | D      | 22     |
| 45                 | P 2.0   | 33  | Porsche System Engineering               | Colin Davis Gerhard Mitter                            | Porsche 904/8                | Porsche 2.0L Flat-8     | D      | 20     |
| 46                 | GT 2.0  | 62  | Christian Poirot                         | Christian Poirot Rolf Stommelen                       | Porsche 904/4 GTS            | Porsche 2.0L Flat-4     | D      | 13     |
| 47                 | P 5.0   | 15  | Ford France S.A.                         | Maurice Trintignant Guy Ligier                        | Ford GT40 Roadster           | Ford 4.7L V8            | G      | 11     |
| 48                 | GT 1.3  | 53  | Standard Triumph Ltd.                    | Peter Bolton William Bradley                          | Triumph Spitfire             | Triumph 1.1L I4         | D      | 6      |
| 49                 | P + 5.0 | 8   | Johnny Simone                            | Jo Siffert Jochen Neerpasch                           | Maserati Tipo 65             | Maserati 5.0L V8        | D      | 3      |
| 50                 | P 1.6   | 40  | SpA Ferrari SEFAC                        | Giancarlo Baghetti Mario Casoni                       | Ferrari Dino 166P            | Ferrari 1.6L V6         | D      | 2      |
| 51                 | GT 2.0  | 43  | Autodelta SpA                            | Teodoro Zeccoli José Rosinski                         | Alfa Romeo Giulia TZ/2       | Alfa Romeo 1.6L I4      | D      | 1      |
| Nicht qualifiziert |         |     |                                          |                                                       |                              |                         |        |        |
| 52                 | P + 5.0 | 56  | Abarth France SA                         | Claude Ballot-Léna Frank Ruata Marcel Martin          | Fiat-Abarth 1000SP           |                         | D      | 1      |
| Nicht gestartet    |         |     |                                          |                                                       |                              |                         |        |        |
| 53                 | P 2.0   | 34  | Porsche System Engineering               | Dieter Glemser Günter Klass Peter Nöcker Gerhard Koch | Porsche 904/8                | Porsche 2.0L Flat-8     | D      | 2      |
| 54                 | P 1.6   | 45  | Sté d'Etudes et Constr. Automobiles C.D. | Alain Bertaut André Guilhaudin                        | CD 3                         | Alfa Romeo 1.6L I4      |        | 3      |
| Reserve            |         |     |                                          |                                                       |                              |                         |        |        |
| 55                 | P 2.0   | 66  | Scuderia Filipinetti                     | Jacques Calderari Dieter Spoerry                      | Porsche 904/4 GTS            | Porsche 2.0L Flat-8     |        | 4      |
| 56                 | GT 1.6  | 69  | Claude Laurent                           | Claude Laurent Pierre Gelé                            | Lotus Elan                   |                         |        | 5      |
| 57                 | P 5.0   |     | Ecurie Francorchamps                     | -                                                     | Ferrari 250LM                | Ferrari 3.3L V12        |        | 6      |

1 nicht qualifiziert
2 Trainingswagen
3 Motorschaden im Training
4 Reserve
5 Reserve
6 Reserve

### Nur in der Meldeliste
Hier finden sich Teams, Fahrer und Fahrzeuge die ursprünglich für das Rennen gemeldet waren, aber aus den unterschiedlichsten Gründen daran nicht teilnahmen.
| Pos. | Klasse  | Nr. | Team                       | Fahrer                                                           | Chassis                        | Motor                   | Reifen |
| ---- | ------- | --- | -------------------------- | ---------------------------------------------------------------- | ------------------------------ | ----------------------- | ------ |
| 58   | P + 5.0 | 4   | Iso Prototipi Bizzarrini   | Pierre Noblet Edgar Berney                                       | Iso Grifo A3C                  | Chevrolet 5.4L V8       |        |
| 59   | P + 5.0 | 5   | Iso Prototipi Bizzarrini   | Silvio Moser Mário de Araújo Cabral Mario Casoni                 | Iso Grifo A3C                  | Chevrolet 5.4L V8       |        |
| 60   | P 5.0   | 16  | John Willment Automobiles  | Frank Gardner Alan Rees                                          | AC Shelby Cobra Willment Coupé | Ford 4.7L V8            |        |
| 61   | P 5.0   |     | Camoradi Racing Team       | Lloyd Casner                                                     | Maserati Tipo 151              | Maserati 4.9L V8        |        |
| 62   | P 5.0   | 15  | Scuderia Filipinetti       | Herbert Müller Tommy Spychiger                                   | Ferrari 365P2                  | Ferrari 4.4L V12        |        |
| 63   | P 4.0   | 18  | Ecurie Francorchamps       | Jean Blaton Gérard Langlois van Ophem                            | Ferrari 330P2                  | Ferrari 4.0L V12        |        |
| 64   | GT 4.0  | 32  | Scuderia Sant'Ambroeus     | Giancarlo Sala                                                   | Ferrari 275 GTB                | Ferrari 3.3L V12        |        |
| 65   | GT 4.0  | 33  | Scuderia Sant'Ambroeus     | Giampiero Biscaldi                                               | Ferrari 275 GTB                | Ferrari 3.3L V12        |        |
| 66   | P 3.0   | 35  | R.R.C. Walker Racing Team  | Juan Manuel Bordeu Joseph Siffert                                | Serenissima                    | A.T.S. 3.0L V8          |        |
| 67   | P 3.0   | 36  | R.R.C. Walker Racing Team  |                                                                  | Serenissima                    | A.T.S. 3.0L V8          |        |
| 68   | GT 2.0  | 51  | Arthur Swanson             | Arthur Swanson Robert Ennis                                      | Abarth-Simca 2000GT            |                         |        |
| 69   | GT 5.0  | 8   | Ford Advanced Vehicles     |                                                                  | AC Shelby Cobra                | Ford 4.7L V8            |        |
| 70   | P 4.0   | 25  | SpA Ferrari SEFAC          |                                                                  | Ferrari 330LM GTO              | Ferrari 4.0L V12        |        |
| 71   | P 4.0   | 26  | SpA Ferrari SEFAC          |                                                                  | Ferrari 330LM GTO              | Ferrari 4.0L V12        |        |
| 72   | P 1.6   | 56  | SpA Ferrari SEFAC          | Giampiero Biscaldi                                               | Ferrari Dino 166P              | Ferrari 1.6L V6         |        |
| 73   | GT 4.0  | 57  | North American Racing Team |                                                                  | Ferrari 275 GTB                | Ferrari 3.3L V12        |        |
| 74   | P 4.0   |     | North American Racing Team |                                                                  | Ferrari                        |                         |        |
| 75   | P 4.0   |     | Scuderia Sant'Ambroeus     |                                                                  | Ferrari 250LM                  | Ferrari 3.3L V12        |        |
| 76   | P 5.0   |     |                            | Richard Attwood                                                  | Ford GT40                      | Ford 4.7L V8            |        |
| 77   | GT 5.0  | 13  | John Sparrow               | John Sparrow Harry Digby                                         | AC Shelby Cobra                | Ford 4.7L V8            |        |
| 78   | P 4.0   | 19  | David Piper                | David Piper Tony Maggs Joseph Siffert                            | Ferrari 330P2                  | Ferrari 4.0L V12        |        |
| 79   | GT 4.0  | 30  | Ecurie Franco-Brittanic    | Robert Blouin Michel de Bourbon-Parma                            | Ferrari 275 GTB                | Ferrari 3.3L V12        |        |
| 80   | P 3.0   | 37  | Saramotors                 |                                                                  | Serenissima                    | A.T.S. 3.0L V8          |        |
| 81   | P 3.0   | 38  | Saramotors                 |                                                                  | Serenissima                    | A.T.S. 3.0L V8          |        |
| 82   | GT 3.0  | 39  | Sylvain Garant             | Marcel Dupeyrat Sylvain Garant                                   | Ferrari 250 GTO                | Ferrari 3.0L V12        |        |
| 83   | GT 2.0  | 53  | Derrick P. Andree          | Herbert Fernando Alec Poole Peter Silva                          | MG B                           |                         |        |
| 84   | P 1.6   | 54  | Alejandro de Tomaso        |                                                                  | De Tomaso Vallelunga           |                         |        |
| 85   | GT 1.6  | 60  | Alain Finkelstein          | Alain Finkelstein Paul Condrillier Claude Arbez                  | Alfa Romeo Giulia TZ/2         | Alfa Romeo 1.6L I4      |        |
| 86   | GT 1.3  | 66  | Roland J. Lutz             | Roland J. Lutz Richard O’Steen                                   | Abarth-Simca 1300 Bialbero     | Simca 1.3L I4           |        |
| 87   | GT 1.3  | 69  | Paul Emery                 | Chris Lambert                                                    | Emery GT                       |                         |        |
| 88   | GT 1.3  | 70  | Paul Emery                 | Paul Emery                                                       | Emery GT                       |                         |        |
| 89   | GT 1.3  | 71  | Team Elite                 | Clive Hunt John Wagstaff                                         | Lotus Elite                    |                         |        |
| 90   | GT 1.15 | 78  | Bernard Tramont            |                                                                  | Alpine A110                    | Renault-Gordini 1.2L I4 |        |
| 91   | GT 1.15 | 80  | René Bonnet Belgium        | Robert Crevits Gustave Gosselin                                  | Matra Djet                     | Renault-Gordini 1.2L I4 |        |
| 92   | GT 1.15 | 82  | René Bonnet Belgium        | Xavier Boulanger Teddy Pilette Jean-Claude Franck Orie Bienvault | Matra Djet                     | Renault-Gordini 1.2L I4 |        |

### Index of Performance
| Pos. | Nr. | Fahrer                             | Chassis                      | Koeffizient | Platzierung im Gesamtklassement |
| ---- | --- | ---------------------------------- | ---------------------------- | ----------- | ------------------------------- |
| 1    | 32  | Herbert Linge Peter Nöcker         | Porsche 904/6                | 1.24800     | Rang 4                          |
| 2    | 21  | Masten Gregory Jochen Rindt        | Ferrari 250LM                | 1.22000     | Gesamtsieg                      |
| 3    | 36  | Gerhard Koch Anton Fischhaber      | Porsche 904/4 GTS            | 1.21100     | Rang 5                          |
| 4    | 26  | Pierre Dumay Gustave Gosselin      | Ferrari 250LM                | 1.20100     | Rang 2                          |
| 5    | 24  | Willy Mairesse Jean Blaton         | Ferrari 275 GTB              | 1.19000     | Rang 3                          |
| 6    | 27  | Dieter Spoerry Armand Boller       | Ferrari 250LM                | 1.13600     | Rang 6                          |
| 7    | 49  | Paul Hawkins John Rhodes           | Austin-Healey Sprite Sebring | 1.12000     | Rang 12                         |
| 8    | 18  | Pedro Rodríguez Nino Vaccarella    | Ferrari 365P1/P2 Spyder      | 1.09600     | Rang 7                          |
| 9    | 39  | Paddy Hopkirk Andrew Hedges        | MG MGB Hardtop               | 1.06800     | Rang 11                         |
| 10   | 31  | Graham Hill Jackie Stewart         | Rover-B.R.M.                 | 1.05800     | Rang 10                         |
| 11=  | 11  | Jack Sears Dick Thompson           | Shelby Cobra Daytona         | 1.0000      | Rang 8                          |
| 11=  | 3   | Régis Fraissinet Jean de Mortemart | Iso Grifo A3C                | 1.0000      | Rang 9                          |
| 11=  | 60  | Jean-Jacques Thuner Simo Lampinen  | Triumph Spitfire             | 1.0000      | Rang 13                         |
| 11=  | 54  | Claude Dubois Jean-François Piot   | Triumph Spitfire             | 1.0000      | Rang 14                         |

### Index of Thermal Efficiency
| Pos. | Nr. | Fahrer                        | Chassis                      | Durchschnittsgeschwindigkeit | Fahrzeuggewicht | Liter/100 km | Koeffizient | Platzierung im Gesamtklassement |
| ---- | --- | ----------------------------- | ---------------------------- | ---------------------------- | --------------- | ------------ | ----------- | ------------------------------- |
| 1    | 36  | Gerhard Koch Anton Fischhaber | Porsche 904/4 GTS            | 181,944 km/h                 | 763 kg          | 23,61        | 1.0000      | Rang 5                          |
| 2    | 26  | Pierre Dumay Gustave Gosselin | Ferrari 250LM                | 191,775 km/h                 | 963 kg          | 33,84        | 1.0700      | Rang 2                          |
| 3    | 49  | Paul Hawkins John Rhodes      | Austin-Healey Sprite Sebring | 155,268 km/h                 | 700 kg          | 14,83        | 1.0500      | Rang 7                          |
| 4    | 32  | Herbert Linge Peter Nöcker    | Porsche 904/6                | 187,813 km/h                 | 771 kg          | 27,23        | 1.0300      | Rang 4                          |
| 5=   | 39  | Paddy Hopkirk Andrew Hedges   | MG MGB Hardtop               | 158,115 km/h                 | 940 kg          | 21,28        | 1.0000      | Rang 11                         |
| 5=   | 21  | Masten Gregory Jochen Rindt   | Ferrari 250LM                | 194,880 km/h                 | 951 kg          | 37,84        | 1.0000      | Gesamtsieg                      |
| 5=   | 24  | Willy Mairesse Jean Blaton    | Ferrari 275 GTB              | 190,085 km/h                 | 1050 kg         | 38,54        | 1.0000      | Rang 3                          |
| 8    | 27  | Dieter Spoerry Armand Boller  | Ferrari 250LM                | 181,423 km/h                 | 956 kg          | 33,15        | 0.9500      | Rang 6                          |
| 9=   | 11  | Jack Sears Dick Thompson      | Shelby Cobra Daytona         | 169,838 km/h                 | 1150 kg         | 33,56        | 0.9100      | Rang 8                          |
| 9=   | 31  | Graham Hill Jackie Stewart    | Rover-B.R.M.                 | 158,973 km/h                 | 820 kg          | 20,90        | 0.9100      | Rang 10                         |

### Klassensieger
| Klasse                      | Fahrer              | Fahrer            | Fahrzeug                     | Platzierung im Gesamtklassement |
| --------------------------- | ------------------- | ----------------- | ---------------------------- | ------------------------------- |
| Index of Performance        | Herbert Linge       | Peter Nöcker      | Porsche 904/6                | Rang 4                          |
| Index of Thermal Efficiency | Gerhard Koch        | Anton Fischhaber  | Porsche 904/4 GTS            | Rang 5                          |
| Prototyp über 5001 cm³      | Réfis Fraissinet    | Jean de Mortemart | Iso Grifo A3C                | Rang 9                          |
| Prototyp 4001–5000 cm³      | Pedro Rodríguez     | Nina Vaccarella   | Ferrari 365P1/P2 Spyder      | Rang 7                          |
| Prototyp 3001–4000 cm³      | Masten Gregory      | Jochen Rindt      | Ferrari 250LM                | Gesamtsieg                      |
| Prototyp 1601–2000 cm³      | Herbert Linge       | Peter Nöcker      | Porsche 904/6                | Rang 4                          |
| Prototyp 1151–1300 cm³      | Pauk Hawkins        | John Rhodes       | Austin-Healey Sprite Sebring | Rang 12                         |
| GT 4001–5000 cm³            | Jack Sears          | Dick Thompson     | Shelby Cobra Daytona         | Rang 8                          |
| GT 3001–4000 cm³            | Willy Mairesse      | Jean Blaton       | Ferrari 275 GTB              | Rang 3                          |
| GT 1601–2000 cm³            | Gerhard Koch        | Anton Fischhaber  | Porsche 904/4 GTS            | Rang 5                          |
| GT 1001–1151 cm³            | Jean-Jacques Thuner | Simo Lampinen     | Triumph Spitfire             | Rang 13                         |

### Renndaten
- Gemeldet: 92
- Gestartet: 52
- Gewertet: 14
- Rennklassen: 11
- Zuschauer: unbekannt
- Ehrenstarter des Rennens: Maurice Herzog, französischer Minister für Jugend und Sport
- Wetter am Rennwochenende: heiß und trocken
- Streckenlänge: 13,461 km
- Fahrzeit des Siegerteams: 24:00:00,000 Stunden
- Gesamtrunden des Siegerteams: 348
- Gesamtdistanz des Siegerteams: 4677,110 km
- Siegerschnitt: 194,880 km/h
- Pole Position: Phil Hill – Ford GT40 Mk II. (#2) – 3:33,000 = 227,509 km/h
- Schnellste Rennrunde: Phil Hill – Ford GT40 Mk II. (#2) – 3:37,500 = 222,803 km/h
- Rennserie: 12. Lauf zur Sportwagen-Weltmeisterschaft 1965